# فیلیپینی‌ها در مالزی
فیلیپینی‌ها در مالزی (انگلیسی: Filipinos in Malaysia) یا مالزیایی‌های فیلیپینی‌تبار مشتمل بر افرادی است که به مالزی مهاجرت کرده‌اند یا در آنجا متولد شده‌اند و بخشی از تبار آنها یا به‌طور کامل به فیلیپینی‌ها پیوند پیدا می‌کند. بخاطر فاصله کوتاه بین دو کشور، جمعی از فیلیپینی‌ها که بیشتر آنها از جزیره میندانائو هستند برای رهایی از کشمکش، فقر ودر جستجوی زندگی بهتر به ایالت صباح مالزی مهاجرت کردند. در حدود ۳۲۵٬۰۸۹ نفر فیلیپینی در مالزی زندگی می‌کنند. در حالی که در مالزی تعداد کمتری از کارگران مهاجر و فیلیپینی‌هایی که دارای اقامت قانونی هستند وجود دارد، بیشتر آنها به صورت غیرقانونی در آنجا ساکن می‌باشند.